# Кыргай (деревня)
Кыргай — деревня в Прокопьевском районе Кемеровской области. Входит в состав Кузбасского сельского поселения.

## География
Центральная часть населённого пункта расположена на высоте 263 метров над уровнем моря.

## Население
По данным Всероссийской переписи населения 2010 года, в деревне Кыргай проживает 38 человек (32 мужчины, 6 женщин).